# Satyajit Ray
Satyajit Ray (bengali: সত্যজিত রায় eller সত্যজিৎ রায়) Shottojit Rae (fil)), född 2 maj 1921 i Calcutta, död 23 april 1992 i Calcutta, var en indisk filmskapare. Ray anses som en av de främsta under 1900-talets filmskapande. Han var även manusförfattare, förläggare, illustratör, grafisk designer och filmkritiker.
Ray anses vara en av 1900-talets största filmregissörer. Han växte upp i en kultur- och konstintresserad familj i Calcutta och studerade vid Presidency College och Visva-Bharati University. Sin karriär inledde han som en reklamtecknare, men drogs in i filmskapandet efter att ha träffat den franska filmskaparen Jean Renoir och sett den italienska filmen Cykeltjuven under ett besök i London.
Ray regisserade sammantaget 37 filmer, inklusive långfilmer, dokumentärfilmer och kortfilmer. Hans första film, Sången om vägen (Pather Panchali), vann elva internationella priser, bland andra "bästa dokumentär om människor" vid filmfestivalen i Cannes. Filmen bildar med Den obesegrade (Aparajito) och Apur Sansar "Aputrilogin". Satyajit Ray belönades med många olika priser och utmärkelser för sina verk, däribland 32 National Film Awards, åtskilliga internationella priser samt en Heders-Oscar år 1992.

## Bakgrund och ungdom
Satyajit Rays förfäder kan härledas i minst tio generationer bakåt. Rays farfar, Upendrakishore Ray, var författare, illustratör, filosof, förläggare, amatörastronom och ledare för Brahmo Samaj, en religiös och social rörelse i 1800-talets Bengalen. Sukumar Ray, Upendrakishores son, var en pionjär inom nonsensrim och barnlitteratur på bengali. Fadern dog när Satyajit Ray var knappt tre år gammal och modern Suprabha Ray hade låg inkomst. Ray studerade ekonomi vid Presidency College i Calcutta, även om han främst var intresserad av konst. På 1940-talet övertalade modern honom att studera vid Visva-Bharati University i Santiniketan, grundat av Rabindranath Tagore. Han var tveksam till att lämna Calcutta och han hyste inte så höga tankar om det intellektuella livet i Santiniketan. I Santiniketan kom Ray att uppskatta orientalisk konst. Han menade senare att han lärde sig mycket av de kända konstnärerna  Nandalal Bose och Benode Behari Mukherjee. Ray gjorde senare en dokumentär om Mukherjee, The Inner Eye. Under besök till Ajanta, Ellora och Elephanta, utvecklade Ray en beundran för indisk konst.
Ray lämnade Santiniketan 1943 innan han hade avslutat den femåriga utbildningen och återvände till Calcutta, där han tog ett arbete på en brittisk reklambyrå, D.J. Keymer. Han trivdes med själva arbetet, men han tjänade bara 80 rupier i månaden, och de brittiska och de indiska arbetarna behandlades olika, bland annat fick de indiska anställda en lägre lön. Ray upplevde även att kunderna var korkade. Omkring 1943 frågade D. K. Gupta på det nystartade förlaget Signet Press Ray om han ville göra bokomslag, och gav honom fullständig konstnärlig frihet. Ray illustrerade omslagen till många böcker, däribland Jim Corbetts Maneaters of Kumaon och Jawaharlal Nehrus Discovery of India. Han arbetade även med en barnversion av Pather Panchali, en klassisk bengalisk roman av Bibhutibhushan Bandopadhyay, som fick namnet Am Antir Bhepu (Mangofrövisselpipan). Ray påverkades djupt av arbetet och hans första film kom att handla om Pather Panchali. Han gjorde inte bara omslaget, utan även illustrationer i boken, och många av hans illustrationer kom han senare att använda i filmen.
Tillsammans med Chidananda Dasgupta och flera andra grundade Ray år 1947 Calcutta Film Society, och kom därigenom att se och studera många utländska filmer. Han blev vän med många amerikanska soldater som var stationerade i Calcutta under andra världskriget och de berättade om de senaste amerikanska filmerna som visades i staden. Han blev även vän med en brittisk RAF-anställd, Norman Clare, som delades Rays passion för film, schack och västerländsk klassisk musik.
År 1949 gifte sig Ray med Bijoya Das, som var hans kusin på mödernet, som han haft ett romantiskt förhållande med sedan 1940. Paret fick 1954 en son, Sandip, som även han blev filmregissör. Samma år som paret gifte sig kom Jean Renoir till Calcutta för att filma Floden. Ray hjälpte honom med att finna inspelningsplatser på landsbygden. Ray berättade för Renoir om sin idé att filma Pather Panchali, och Renoir uppmuntrade honom att göra det. År 1950, skickade D.J. Keymer Ray till London för att arbeta på deras huvudkontor. Under de tre månader han var i London såg han 99 filmer, däribland den italienska neorealistiska filmen film Cykeltjuven (Ladri di biciclette) (1948) av Vittorio De Sica, som gjorde ett stort intryck på honom. Ray menade senare att han bestämde sig för att bli filmregissör då han gick ut från biografen efter att ha sett den filmen.

## Apu-åren (1950–1959)
Ray hade nu bestämt sig för att Pather Panchali, denna klassiska bildningsroman inom bengalisk litteratur, skriven 1928 av Bibhutibhusan Bandopadhyay, skulle bli det som hans första film skulle baseras på. Denna halvt självbiografiska roman beskriver den lilla pojken Apus uppväxt i en bengalisk by.
Satyajit Ray samlade ihop en oerfaren grupp filmarbetare, även om både hans kameraman Subrata Mitra och hans scenograf Bansi Chandragupta så småningom skulle komma att vinna stor uppskattning. Skådespelarensemblen bestod främst av amatörer. Ray använde sina egna besparingar och började filma i slutet av 1952. Han hoppades att så snart han färdigställt de första scenerna så skulle han kunna få ihop pengar att fortsätta sitt projekt, men detta visade sig dock bli svårt. Pather Panchali (Sången om vägen) filmades under hela tre år, vilket är ovanligt, eftersom det bara var möjligt att filma då och då, när Ray eller produktionsledaren Anil Chowdhury kunde få ihop mer pengar. Tack vare ett lån från Government of West Bengal, kunde filmen slutligen slutföras och släppas 1955. Den fick fin kritik och var populär, och belönades med många priser och visades länge både i Indien och utomlands. Under arbetets gång vägrade Ray att ta emot pengar från sådana som krävde förändringar i manuset eller som ville kontrollera producenten. Han ignorerade de råd han fick från myndigheterna att göra ett lyckligt slut där Apus familj skulle gå med i "ett utvecklingsprojekt". När han visade en scen för John Huston, som var i Indien för att leta efter inspelningsplatser till filmen The Man Who Would Be King, fick han ännu mer hjälp än han hade fått av Renoir. Det var den scenen med Apu och hans systers enastående vision av tåget som kör genom landsbygden. Det var den enda scen som Ray hade filmat på grund av hans begränsade budget. Huston berättade för Monroe Wheeler på New York Museum of Modern Art att en stor talang nu hade uppenbarat sig på horisonten.
Filmen fick mycket god kritik och The Times of India skrev att det vore absurt att jämföra den med annan indisk film, eftersom Pather Panchali var äkta film. Lindsay Anderson i Storbritannien skrev en mycket positiv recension av filmen. Kritiken var dock inte enbart positiv. Den franske filmskaparen François Truffaut ska ha sagt "Jag vill inte se en film med bönder som äter med händerna." när han sett filmen. Bosley Crowther, som då var en av de mest inflytelserika kritikerna på The New York Times, skrev en svidande recension som distributören Ed Harrison trodde skulle sänka filmen fullständigt då den släpptes i USA, men den kom istället att visas under anmärkningsvärt lång tid.
Satyajit Rays internationella karriär inleddes efter framgången med hans andra film, Den obesegrade. Denna film handlar om den eviga kampen mellan den unge mannen Apus ambitioner och modern som älskar honom. Många kritiker, däribland Mrinal Sen och Ritwik Ghatak, håller denna film ännu högre än den första filmen. Den obesegrade belönades med Guldlejonet på Filmfestivalen i Venedig. Innan han slutförde "Apu-trilogin", gjorde han två andra filmer. Den första var komedin Parash Pathar som följdes av Jalsaghar, en film om zamindarernas dekadens, som betraktas som en av hans främsta verk.
Ray hade inte tänkt att göra en trilogin då han gjorde Den obesegrade, utan den tanken väcktes först när han fick en fråga om det i Venedig. Den sista delen  Apur Sansar gjordes 1959. Precis som de båda tidigare filmerna så är det många kritiker som anser att denna är den främsta i trilogin (Robin Wood, Aparna Sen). Två av hans Rays favoritskådespelare, Soumitra Chatterjee och Sharmila Tagore medverkar i denna film. I denna film lever Apu i fattigdom i ett hus i Calcutta med frun Aparna. De har ett ovanligt äktenskap, men det leder till tragedi. Efter att Apur Sansar fått hård kritik från en bengalisk kritiker skrev Ray en artikel för att försvara filmen, vilket var ovanligt (den andra gången gällde det filmen Charulata, som var Rays personliga favoritfilm). Framgångarna påverkade inte hans liv i någon större omfattning. Han fortsatte att bo tillsammans med sin mor, farbror och andra släktingar i ett hyrt hus.

## FrånDevitillCharulata(1959–1964)

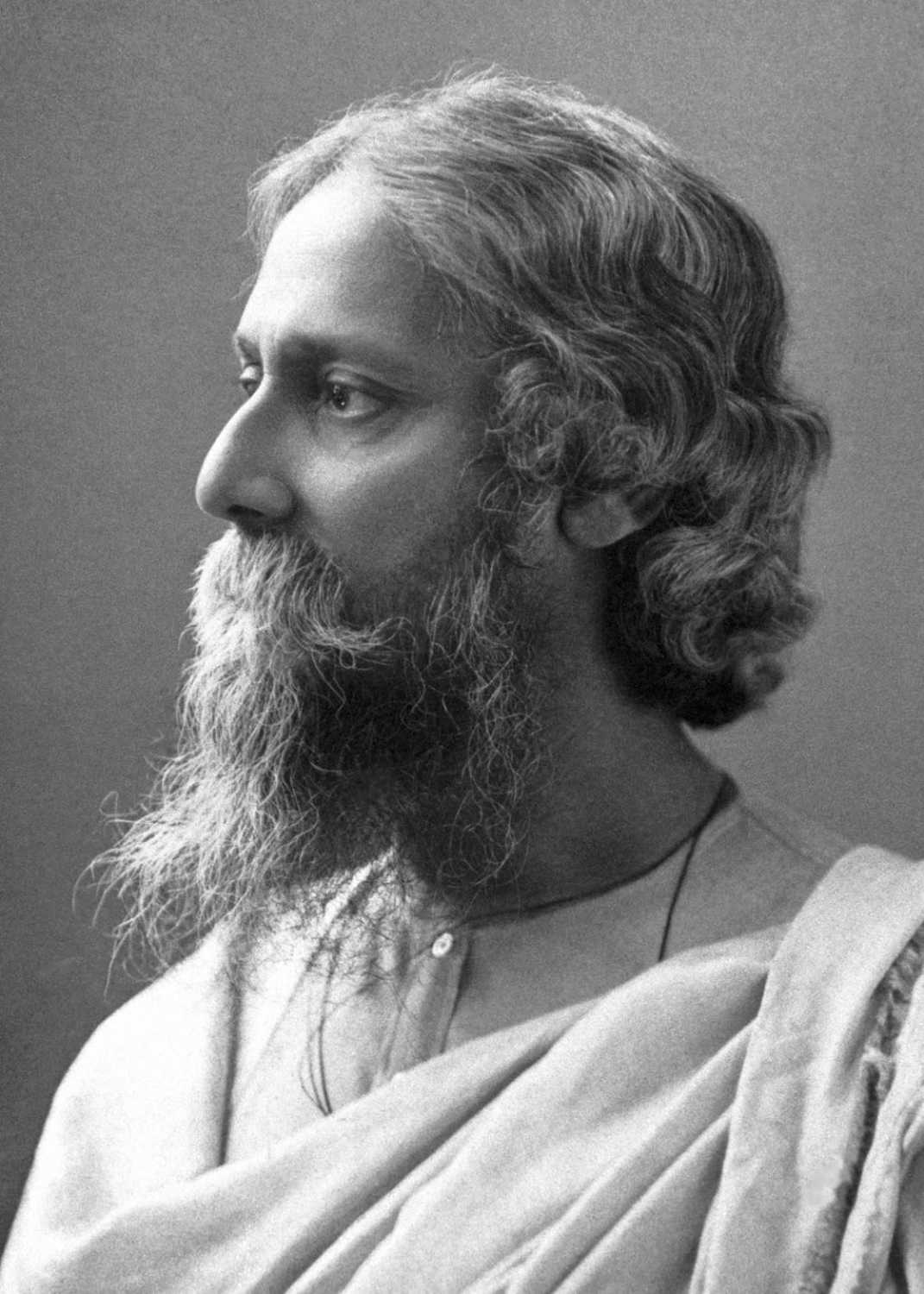
Rabindranath Tagore som Satyajit fick i uppdrag av Jawaharlal Nehru att skapa en dokumentär om.

Satyajit Ray följde upp Apur Sansar med Devi, en film som handlar om vidskepelse i det hinduiska samhället. Sharmila Tagore spelar Doyamoyee, en ung hustru som avgudas av sin svärfar. Ray var orolig att censuren skulle förbjuda hans film, eller åtminstone tvinga honom att klippa om den, men Devi klarade sig från det. 1961 fick Ray i uppdrag av premiärministern, Jawaharlal Nehru, att göra en en dokumentär om Rabindranath Tagore, till minne av poetens födelse hundra år tidigare, en hyllning till den person som förmodligen påverkat Ray mest. På grund av begränsat filmmaterial av Tagore, stod Ray inför utmaningen att skapa en film utifrån bilder, vilket han menade krävde lika mycket arbete som tre spelfilmer. Samma år, lyckades Ray, tillsammans med Subhas Mukhopadhyay och andra att åter starta Sandesh, barntidningen som hans farfar en gång i tiden gav ut. Han hade sparat pengar under några år för att göra det möjligt. Dubbeltydigheten i namnet (Sandesh betyder både "nyheter" i Bengali och är namnet på en söt dessert som är populär i Bengalen) satte tonen för tidningen (både bildande och underhållande) och Ray började att illustrera tidningen och skrev berättelser för barn. Skrivandet kom att bli hans huvudsakliga inkomstkälla under de följande åren.
År 1962 regisserade Ray Kanchenjungha, det var hans första film som inte baserades på andra verk och även hans första färgfilm. Den handlar om en överklassfamil som tillbringar en eftermiddag i Darjeeling, en pittoresk bergsstad i västra Bengalen där familjen försöker få sin yngsta dotter förlovade med en högavlönad ingenjör som utbildat sig i London. Ursprungligen skulle filmen ha utspelat sig på en stor herrgård, men Ray ändrade sig och beslutade att filma i Darjeeling där han kunde använda många olika sorters ljus och dimma för att spegla spänningen i dramat. En road Ray märkte att medan hans manus möjliggjorde att man kunde filma under olika ljusförhållanden så misslyckades de som arbetade med en reklamfilm under samma tidpunkt att filma en enda scen, eftersom de behövde solsken.
På 1960-talet besökte Satyajit Ray Japan, och fann ett stort nöje i att träffa filmskaparen Akira Kurosawa, som han hade mycket höga tankar om. När han kom hem så tog han då och då paus från det hektiska livet i staden och for till platser som Darjeeling eller Puri för att skriva klart ett manus i ensamhet.
År 1964 gjorde Ray Charulata, en kulmen för denna arbetsperiod, och betraktas av många kritiker som hans mest fulländade film. Den baserade sig på Nastanirh, en novell av Tagore, och handlar om en ensam hustru i 1800-talets Bengalen och hennes växande känslor för sin svåger, Amal. Den kallas ofta Rays Mozart-mästerverk, och han ska själv ha sagt att det är den av hans filmer som innehåller minst fel och skulle ha göra om den skulle han göra den exakt likadant. Madhabi Mukherjee i rollen som Charu, Subrata Mitra och Bansi Chandragupta har hyllats för denna film. Andra filmer som Ray gjorde under denna tid var  Mahanagar, Teen Kanya, Abhijan och Kapurush o Mahapurush.

## Ny inriktning (1965–1982)

Satyajit Rays vän Arthur C. Clarke såg likheter mellan Rays manus The Alien och Spielbergs film E.T..

I perioden efter Charulata tog sig Ray an många olika sorters film, från fantasy till science fiction, från deckare till historiskt drama. Han kom även att experimentera mer och såg närmare på de samtida frågorna i Indien, som ett svar på att detta saknats i hans tidigare filmer. Den första stora filmen under denna period var Nayak, en historia om en filmstjärna (Uttam Kumar) som ombord på ett tåg träffar en trevlig, ung kvinnlig journalist (Sharmila Tagore). Filmen handlar om den till synes framgångsrika matinéstjärnans inre konflikter under de 24 timmar resan tar. Trots att filmen mottog ett kritikerpris i Berlin, så blev mottagandet i övrigt ljumt.
År 1967, skrev Ray ett manus till en film som skulle kallas The Alien, baserad på hans novell Bankubabur Bandhu som han skrev 1962 för barntidningen Sandesh. Columbia Pictures var producenter till vad som var tänkt att bli en samproduktion mellan USA och Indien, med Peter Sellers och Marlon Brando i huvudrollerna. Ray blev förvånad över att det manus han hade upphovsrättsskyddats av Mike Wilson. Wilson hade ursprungligen tagit kontakt med Ray genom en gemensam vän, författaren Arthur C. Clarke, för att bli hans representant i Hollywood. Wilson hade satt sitt eget namn, tillsammans med Rays på manuset, trots att Wilson bara bidragit med ett enda ord. Ray berättade senare att han inte fått en endaste penny för manuset. Brando hoppade av projektet, och även om ett försök att ersätta honom med James Coburn, blev Ray desillusionerad och återvände till Calcutta. Columbia visade flera gånger intresse att återuppta projektet under 1970- och 1980-talet, men det blev inget av det. När filmen E.T. kom 1982, såg både Clarke och Ray likheter med The Alien-manuset. Ray skrev om det misslyckade projektet i Sight & Sound 1980, och Andrew Robinson skrev om det i The Inner Eye 1989). Ray menade att Spielbergs film inte hade varit möjligt om inte hans manus av The Alien funnits tillgängligt i flera kopior runt om i USA (något som Spielberg förnekar).
Ray gjorde 1969 vad som skulle komma hans mest framgångsrika film, kommersiellt sett. Han skapade en musikalfantasy av en barnsaga som hans farfar skrivit, Goopy Gyne Bagha Byne. Sångaren Goopy och trumslagaren Bagha får tre ben av spökenas konung och ger sig ut på ett äventyr för att försöka stoppa ett överhängande kring mellan två grannriken. Detta kom att bli ett av hans dyraste projekt och det blev väldigt svårt att finansiera det. Han tackade nej till ett erbjudande som skulle ha inneburit att han hade varit tvungen att ha en viss Bollywoodskådespelare i en av huvudrollerna, och han kunde inte filma den i färg som han tänkt från början. Rays nästa film baserades på en roman av den unge poeten och författaren Sunil Gangopadhyay. Aranyer Din Ratri handlar om fyra stadsbor som åker på semester ut i skogen. Alla utom en av de fyra männen hamnar i avslöjande möten med kvinnor, vilket kritiker ansåg vara en avslöjande studie av den indiska medelklassen. Bombayskådespelaren Simi Garewal spelade en stamkvinna och som blev glatt överraskad att Ray hade kunnat föreställa sig någon som hon, som var så urban, i den rollen.
Ray gjorde sedan Calcuttatrilogin: Pratidwandi (1970), Seemabaddha (1971) och Jana Aranya (1975), tre filmer som skapades separat, men vars tematiska band bildar en lös trilogi. Pratidwandi handlar om en idealistisk ung akademiker, som även om han blir desillusionerad så är han fortfarande okorrumperad i slutet av filmen. Jana Aranya handlar om en ung man som blir korrumperad för att klara sig och Seemabaddha handlar om en redan framgångsrik man som sviker sin moral för att vinna ytterligare framgång. I den första Pratidwandi använder Ray en elliptiskt berättande, som han inte tidigare gjort, som negativa scener, drömsekvenser och plötsliga tillbakablickar. På 1970-talet så filmatiserade han två av sina populära berättelser som deckare. Även om de var avsedda för barn och ungdomar så har både Sonar Kella och Joy Baba Felunath uppskattats av vissa kritiker.
Ray hade tänkt att han skulle göra en film om Bangladeshs befrielsekrig, men övergav idén, eftersom han som filmskapare var mer intresserad av flyktingars mödor och resor än politik. År 1977 slutförde Ray Shatranj Ke Khiladi en urduspråkig film baserad på en berättelse av Munshi Premchand, som utspelar sig i Lucknow i delstaten Oudh, ett år före Sepoyupproret. Den handlar om de omständigheter som ledde till att britterna koloniserade Indien och detta var Rays första spelfilm på något annat språk än bengali. Detta var även hans dyraste film, med flest stjärnor, som Sanjeev Kumar, Saeed Jaffrey, Amjad Khan, Shabana Azmi, Victor Bannerjee och Richard Attenborough. Ray gjorde Hirak Rajar Deshe, en uppföljare till Goopy Gyne Bagha Byne 1980, där den onda diamantkungens rike anspelar på Indein under Indira Gandhis undantagstillståndsperiod (1975–77). Tillsammans med hans hyllade kortfilm Pikoo och den hindispråkiga Sadgati var detta kulmen av hans verk under denna period.

## Den sista perioden (1983–1992)
Ray fick en hjärtinfarkt 1983, då han arbetade med filmen Ghare Baire och detta skulle komma att begränsa honom under de sista nio åren av hans liv. Han kunde slutföra arbetet med Ghare Baire med hjälp av sin son, som därefter kom att sköta kameraarbetet på grund av faderns hälsotillstånd. Satyajit Ray hade velat filmatisera Tagoreromanen Ghare Baire under lång tid, han skrev till och med ett (svagt, enligt honom själv) manus till det på 1940-talet. Den handlar om farorna med brinnande nationalism. Trots de problem som uppstått på grund av hans hälsa, fick filmen ändå en del positiv kritik. Det var den första av hans filmer där en riktig kyss förekom. År 1987 gjorde han en  en dokumentär om sin far Sukumar Ray.
Rays sista filmer, som främst filmades inomhus, har en distinkt stil. De är mer omständliga än hans tidigare filmer, och betraktas ofta som sämre. Den första, Ganashatru som baseras på Ibsen-pjäsen En folkefiende, betraktas som den svagaste av de tre. Ray återfann delvis sin stil i Shakha Proshakha (1990). Den handlar om en gammal man, som varit hederlig i hela sitt liv, som får reda på att tre av hans söner är korrumperade och i slutet kan han endast finna tröst hos sin fjärde, okorrumperade, men psykiskt sjuka son. I Rays sista film  Agantuk är det en ljusare stämning, men temat är inte ljusare. En farbror som länge varit frånvarande besöker plötsligt sin brorsdotter i Calcutta, vilket väcker misstankar om hans motiv och frågor om civilisationen.
Rays hälsa försämrades under början av 1992 och han lades in på sjukhus, men han tillfrisknade inte. Han tilldelades en hedersoscar några veckor före sin död den 23 april 1992.

## Filmarbetet
Satyajit Ray ansåg att manusförfattande var en integrerad del av regiarbetet. Det är ett skäl till att han till en början vägrade att göra film på något annat språk än bengali. När han gjorde sina två icke-bengalispråkiga filmer skrev han manuset på engelska och lät sedan översätta det till hindi eller urdu. Hans scenograf Bansi Chandragupta hade också ett gott öga för detaljer, och hans inflytande över Rays tidiga filmer var så stort att Ray alltid skrev manus på engelska innan han gjorde en version på bengali, så att Chandragupta, som inte kunde bengali skulle kunna läsa det. Rays första filmer fick tack vare Subrata Mitra mycket god kritik för hur de var filmade, och hans (bittra) avsked från Rays filmteam sänkte kvaliteten på själva filmandet enligt många kritiker. Även om Ray utåt sett hyllade Mitra, så gjorde hans målmedvetenhet att han själv tog över kameraarbetet från och med Charulata, vilket ledde till att Mitra slutade att arbeta för Ray 1966. Subrata Mitras teknik att låta ljuset studsa mot tyg var för att skapa en diffust realistiskt ljus var banbrytande. Ray tackade även Jean-Luc Godard och François Truffaut inom Franska nya vågen för att deras nya tekniska och filmiska innovationer.
Även om Ray hade filmklipparen Dulal Datta, så styrde han själv klippandet medan Datta gjorde själva arbetet. Egentligen, på grund av ekonomiska skäl och noggranna planering så klipptes hans filmer främst "med kameran" (utom Pather Panchali). I början av sin karriär arbetade Satyajit Ray med musiker inom den indiska klassiska musiken, som Ravi Shankar, Vilayat Khan och Ali Akbar Khan. Detta var dock plågsamt för honom eftersom de var mer trogna musiktraditionerna än hans film. Dessutom stod hans ökande förståelse för den västerländska klassiska formen, som han betraktade som grundläggande, särskilt för de av hans filmer som utspelar sig i stadsmiljö, i vägen. Detta ledde till att han började komponera sin egen filmmusik från och med filmen Teen Kanya. Ray anlitade skådespelare från olika bakgrunder, från berömda filmstjärnor till personer som aldrig själva hade sett en film (som i Den obesegrade). Robin Wood med flera and others har hyllat honom som den bästa regissören när det gäller att ge regi till barn, och lyft fram minnesvärda prestationer som Apu och Durga (Pather Panchali), Ratan (Postmaster) och Mukul (Sonar Kella). Beroende på skådespelarens talang eller erfarenhet kunde Rays regi variera från i stort sett ingenting (med skådespelare som Utpal Dutt) till att använda skådespelaren som en "marionett". (Subir Banerjee som unge Apu eller Sharmila Tagore som Aparna). Enligt de skådespelare som arbetet med Ray menar att han vanliga förtroende för skådespelarna kunde då och då ersättas av hans sätt att behandla inkompetens med totalt förakt.

## Litterära verk
Ray skapade två mycket populära figurer i bengaliskspråkig barnlitteratur, detektiven Feluda, och professor Shonku, en vetenskapsman. Han var en framstående science fiction-författare på bengali och andra indiska språk. Han skrev även noveller som publicerades i volymer med 12 berättelser, där namnet alltid var någon slags ordlek med ordet tolv (till exempel Aker pitthe dui, "Två ovanpå en"). Rays intresse för ordlekar och pusselmysterium återspeglas i hans berättelser, Feluda måste ofta lösa något pusselmysterium för att kunna gå till botten med ett fall. Feludahistorierna berättas av kusinen Topshe, som är något av en Watson för Feludas Holmes. Science fiction-berättelserna om Shonku är utformade som en dagbok som upphittats efter att vetenskapsmannen försvunnit på ett mystiskt sätt. I novellerna fick Ray utlopp för sitt intresse för det makrabra och andra aspekter som han undvek i sina filmer. De flesta av hans verk har nu översatts till engelska och funnit en ny läsekrets.
De flesta av hans manus har även publicerats på bengali i den litterära tidningen Eksan. Ray skrev en självbiografi, Jakhan Choto Chilam som handlade om hans barndom (1982) och essäer om film: Our Films, Their Films (1976), Bishoy Chalachchitra (1976)  och Ekei Bole Shooting (1979). I mitten av 1990-talet publicerades även Rays essäer och en antologi med noveller i väst. Our Films, Their Films är en antologi om filmkritik av Ray. Boken innehåller artiklar och personliga dagboksutdrag. Boken är indelad i två sektioner. Ray diskuterar först indisk film och sedan Hollywood samt specifika internationella filmskapare (Charlie Chaplin, Akira Kurosawa) och rörelser som italiensk neorealism. Hans bok Bishoy Chalachchitra översattes till engelska 2006 som Speaking of Films, och består av en komprimerad beskrivning av hans filosofi kring olika aspekter av film. Ray skrev även en samling nonsenverser kallade Today Bandha Ghorar Dim, där finns även en översättning av Lewis Carrolls Jabberwocky. Han skrev även en samling humoristiska historier om Mullah Nasiruddin på bengali.
Satyajit Ray formgav fyra västerländska typsnitt kallade Ray Roman, Ray Bizarre, Daphnis och Holiday Script och åtskilliga bengaliska för tidningen Sandesh.  Ray Roman och Ray Biazarre vann en internationell tävling 1971. Ray illustrerade alla sina böcker och gjorde omslagen till dem, såväl som allt pr-material till sina filmer. Han gjorde även bokomslag till många andra författare.

## Mottagande
Rays verk har beskrivits som ekande av humanism och universalitet, och med bedräglig enkelhet men en djup underliggande komplexitet. Han har hyllats av många, däribland Akira Kurosawa, som hävdade "att inte ha sett Rays verk är som att ha levat i världen utan att sett solen eller månen". Men de som inte gillar Rays filmer anser att de är oerhört långsamma och rör sig som "en majestätisk snigel". Vissa anser att hans humanism är naiv och hans verk antimoderna och menar att de saknar de nya uttryckssätt eller experiment som finns hos Rays samtida, som Jean-Luc Godard. Stanley Kauffman skrev att vissa kritiker tror att Ray "förutsätter att [tittarna] kan intresseras av en film som endast dröjer sig kvar vid karaktärerna, snarare än en där man tvingar in dramatiska mönster i deras liv". Ray kommenterade att långsamheten kan han inte göra något åt. Kurosawa försvarade honom och menade att Rays filmer inte alls är långsamma, "hans verk kan beskrivas som ett samlat flöde, som en stor flod".
Kritiker har ofta jämfört Ray med andra konstnärer inom film och andra medier, som Anton Tjechov, Renoir, De Sica, Howard Hawks och Mozart. Shakespeare har också nämnts av till exempel författaren V.S. Naipaul, som jämförde en scen i Shatranj Ki Khiladi med en pjäs av Shakespeare som "bara trehundra ord uttalas men otroliga saker händer".
I början av 1980-talet kritiserades Ray öppet av en indisk parlamentsledamot, den tidigare skådespelerskan  Nargis Dutt, som anklagade Ray för att "exportera fattigdom" och krävde att han skulle göra filmer som kunde representera det moderna Indien. Å andra sidan så mottog han kritik från socialister för att inte se orsakerna bakom landets förtryckta klasser, och några kritiker anklagade honom för att glorifiera fattigdom i Pather Panchali och Asani Sanket genom lyrism och estetik. De kritiserade honom även för att det inte fanns någon lösning på konflikterna i berättelserna och att han inte kunde komma bort från sin bourgeoisiebakgrund. Under naxaliternas agitation på 1970-talet var det nära att hans son, Sandip, skadades fysiskt. I en offentlig debatt på 1960-talet diskuterade Ray med den öppet marxistiske filmskaparen Mrinal Sen. Sen anklagade honom för att han givit en matinéidol som Uttam Kumar en roll, något som han ansåg var en kompromiss, medan Ray menade att Sen endast attackerade lätta mål, det vill säga den bengaliska medelklassen. Hans privatliv granskades aldrig i media.

## Eftermäle
Satyajit Ray är en kulturikon i indiska och bengaliska samhällen runt om i världen. Efter hans död stannade staden Calcutta upp eftersom hundratusentals människor samlades runt hans hus för visa sitt deltagande. Satyajit Rays har haft mycket stor betydelse för den bengaliska filmen, åtskilliga bengaliska regissörer som Aparna Sen, Rituparno Ghosh och Gautam Ghose i Indien, Tareq Masud och Tanvir Mokammel i Bangladesh, samt Aneel Ahmad i England, har inspirerats av honom. Även filmmakare som Budhdhadeb Dasgupta, Mrinal Sen och Adoor Gopalakrishnan har erkänt hans betydelsefulla bidrag till den indiska filmen. Utanför Indien har filmskapare som Martin Scorsese, James Ivory, Abbas Kiarostami och Elia Kazan blivit inspirerade av hans stil. Ira Sachss Forty Shades of Blue från 2005 var en lös nyinspelning av Charulata och i filmen My Family från 1995, har slutscenen kopierats från slutscenen i Apur Sansar. Liknande referenser till Rays filmer kan hittas exempelvis i filmen Sacred Evil, the Elements trilogy av Deepa Mehta och även i filmer av Jean-Luc Godard.
Seriefiguren Apu Nahasapeemapetilon i den amerikanska tecknade TV-serien  The Simpsons är uppkallad efter Rays figur i Aputrilogin. Tillsammans med Madhabi Mukherjee var Satyajit Ray den första personen inom indisk film som porträtterades på ett utländskt frimärke (Dominica). Många litterära verk innehåller hänvisningar till Ray eller hans verk, däribland  Saul Bellows Herzog och J. M. Coetzees Ungdomsår. I Salman Rushdies Haroun and the Sea of Stories finns fiskar med namnen Goopy och Bagha, en hyllning till Rays fantasyfilm. År 1993 skapade UC Santa Cruz Satyajit Ray Film and Study collection, och år 1995 grundade  Indiens regering Satyajit Ray Film and Television Institute för filmrelaterade studier. British Broadcasting Corporation tillkännagav 2007 att två Feluda-berättelser skulle göras till radioprogram. Under filmfestivalen i London utdelas "Satyajit Ray Award" till en regissör vars första spelfilm bäst fångar "konstnärligheten, medkännandet och mänskligheten i Rays vision". Wes Anderson menar att han har inspirerats av Ray och att hans film The Darjeeling Limited, som utspelar sig i Indien, är dedicerad till Ray.

## Priser, utmärkelser och omnämnanden
Satyajit Ray fick åtskilliga priser och utmärkelser, däribland 32 National Film Awards av Indiens regering och många olika priser vid internationella filmfestivalen. Han är en av tre filmskapare som vunnit silverbjörnen för bästa regi vid Filmfestivalen i Berlin två gånger. och är den som varit nominerad till guldbjörnen flest gånger (sju gånger). Vid Filmfestivalen i Venedig, där han belönades med guldlejonet för Den obesegrade (1956), belönades han med hedersguldlejonet 1982. Samma år fick han även hederspriset "Hommage à Satyajit Ray" vid Cannesfestivalen.
Ray var den andra filmpersonligheten efter Chaplin som blev hedersdoktor på Oxford University. Han fick Dadasaheb Phalke Award 1985 och François Mitterrand gav honopm en utmärkelse från Hederslegionen 1987. Indiens regering belönade honom med den högsta civila utmärkelsen Bharat Ratna kort före hans död. Han fick en hedersoscar 1992. Det var en av hans favoritskådespelerskor, Audrey Hepburn, som for till Calcutta för att överlämna priset. Samma år tilldelades han postumt Akira Kurosawa Award for Lifetime Achievement in Directing vid San Francisco International Film Festival; det mottogs å hans vägnar av skådespelerskan Sharmila Tagore.
År 1996 rankade tidningen Entertainment Weekly Satyajit Ray på plats 25 i sin "50 främsta regissörer"-lista. År 2002 placerade tidningen Sight & Sound på plats 22 på sin lista över de främsta regissörerna genom alla tider. År 2007 fanns Ray även med på tidningen  Total Films lista över de 100 främsta regissörerna någonsin.

## Filmografi (urval)
- 1955 – Sången om vägen (Pather Panchali)
- 1957 – Den obesegrade
- 1958 – Musikrummet (Jalsaghar)
- 1959 – Apur Sansar
- 1960 – Devi
- 1964 – Charu - den ensamma kvinnan (Charulata)
- 1969 – Goopy och Baga
- 1970 – Dagar och nätter i skogen (Aranyer Din Ratri)
- 1971 – Strebern
- 1972 – Den sökande (Pratidwandi)
- 1973 – Åska över slätterna (Ashani Sanket)
- 1977 – Schackspelarna
- 1978 – Elefantguden
- 1980 – Diamanternas rike
- 1990 – Shakha Proshakha